# 日齐素
日齐素（英語：Rishitin）是一种二环倍半萜类化合物，化学式C14H22O2，存在于番茄、马铃薯等茄屬植物中。